# Kopalniak
Kopalniak – okorowany i wysuszony okrąglak z drewna o określonych wymiarach, stosowany do wykonywania obudowy wyrobisk w podziemnych zakładach górniczych.
Do produkcji kopalniaków stosuje się odpowiedniej średnicy pnie drewna, proste i o ile możliwości najmniej sękate. W warunkach polskich stosuje się drewno sosnowe lub świerkowe, dawniej również jodłowe lub (rzadko) modrzewiowe. Kopalniaki nasyca się odpowiednimi roztworami w celu zabezpieczenia ich przed działaniem grzybów (głównie pleśni) w warunkach podziemi kopalń.
Do transportu kopalniaków na terenie zakładów górniczych używa się specjalnych wozów zwanych drzewiarkami.